# Scala di Baumé
La scala di Baumé (simbolo: °Bé) è una misura della densità di una soluzione acquosa. Deve il suo nome al suo inventore, Antoine Baumé (1728-1804).
Fu inizialmente ideata per tarare i densimetri. In effetti consiste di due scale distinte: una per soluzioni più dense dell'acqua ed una per soluzioni meno dense.
Per liquidi più densi dell'acqua 0 °Bé indica il livello raggiunto da un densimetro immerso nell'acqua pura e 15 °Bé indica il livello raggiunto dallo stesso densimetro immerso in una soluzione al 15% in peso di cloruro di sodio in acqua.

Per i liquidi più leggeri dell'acqua 10 °Bé indica il livello raggiunto da un densimetro immerso nell'acqua pura e 0 °Bé indica il livello raggiunto dallo stesso densimetro immerso in una soluzione al 10% in peso di cloruro di sodio in acqua.
Benché sia un'unità di misura empirica e desueta, ha ancora un relativamente ampio uso in ambito commerciale e merceologico.
Ad esempio è ancora utilizzata nella stampa litografica per identificare la corretta densità di gomma arabica in una soluzione acquosa utilizzata per proteggere le matrici di alluminio.

## Conversione
Per i liquidi più densi dell'acqua, la correlazione tra la densità espressa in scala di Baumé °Bé e la densità d espressa in g/cm3 è la seguente
{\displaystyle {}^{\circ }Be^{\prime }=144,32-{\frac {144,32}{d}}\;}
{\displaystyle d={\frac {144,32}{144,32-{}^{\circ }Be^{\prime }}}\;}
per i liquidi meno densi dell'acqua, come ad esempio il pentene, si utilizza un altro metodo di conversione:
{\displaystyle {}^{\circ }Be^{\prime }={\frac {144,32}{d}}-134,32\;}
{\displaystyle d={\frac {144,32}{134,32+{}^{\circ }Be^{\prime }}}\;}